# Alpy Australijskie

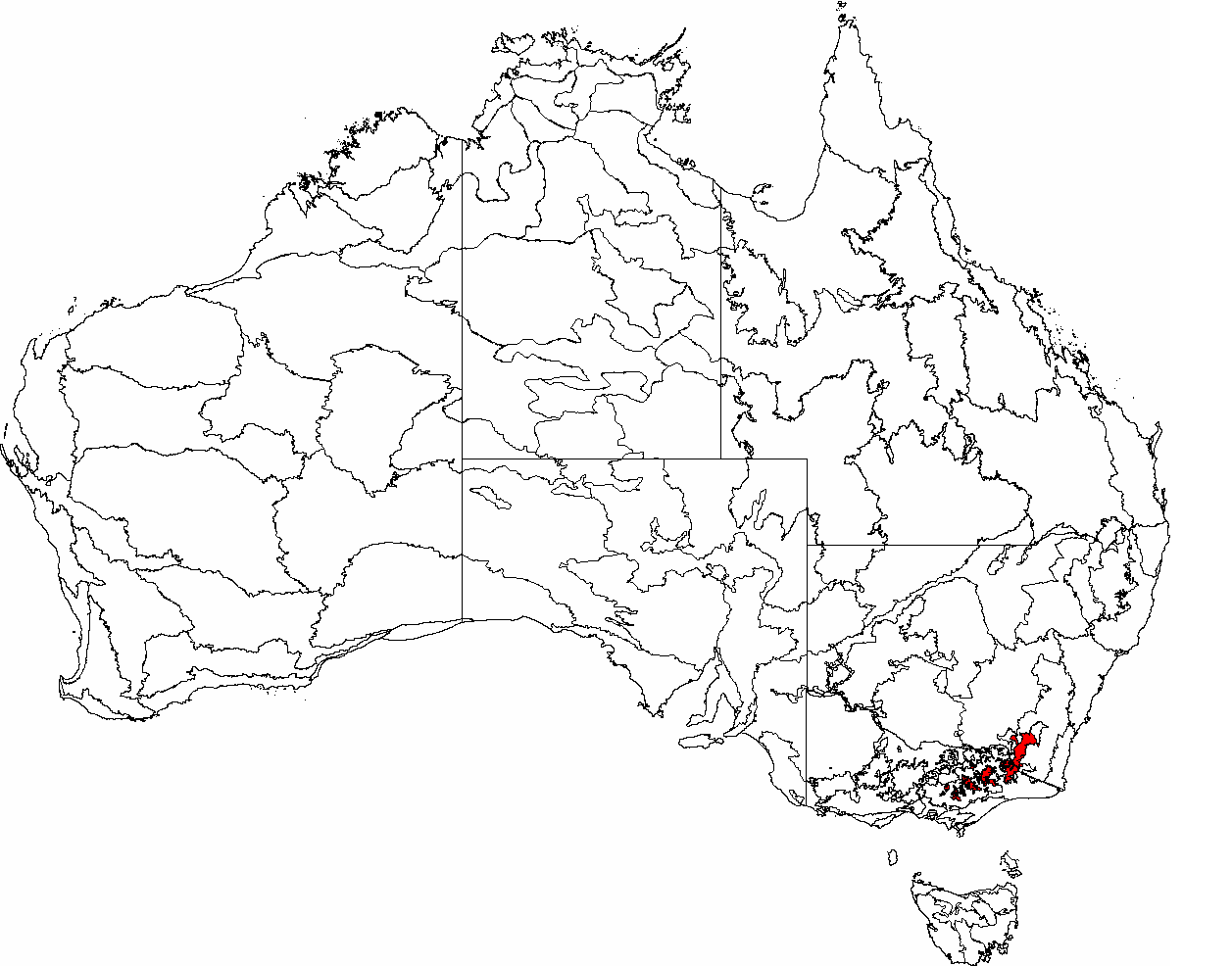
Na czerwono Alpy Australijskie

Alpy Australijskie (ang. Australian Alps) – pasmo górskie w południowo-wschodniej Australii, na terenie stanów Nowa Południowa Walia i Wiktoria, będące najwyższą częścią Wielkich Gór Wododziałowych. Ciągnie się na przestrzeni 300 km od okolic Melbourne po okolice Canberry.
Zbudowane z paleozoicznych kwarcytów, łupków krystalicznych i wapieni poprzecinanych intruzjami granitów. Uskokami porozdzielane są na osobne pasma: Gourock Range, Monaro, Barry Mountains i Góry Śnieżne. W położonych na południu Nowej Południowej Walii Górach Śnieżnych znajdują się najwyższy szczyt Australii Góra Kościuszki (2228 m n.p.m.).
Południowe i wschodnie stoki strome, poprzecinane wąskimi i głębokimi dolinami. W niższych partiach występują lasy eukaliptusowe, powyżej 1200–1300 m zakrzewienia i łąki górskie. W Alpach Australijskich źródło ma największa rzeka kontynentu Murray, prócz tego rzeki Murrumbidgee i Rzeka Śnieżna.